# Bakklandet
Bakklandet est un quartier de la ville de Trondheim dans le comté de Trøndelag, en Norvège. Il se situe dans l'arrondissement d'Østbyen, du côté est de la Nidelva, entre le pont Bakke (Bakke bru) et le pont de la vieille ville (Gamle Bybro).
Le quartier est connu pour ses petites maisons en bois colorées et ses rues étroites. C'est l'une des principales attractions touristiques de la ville. 
En 1965, un plan d'urbanisme de Trondheim proposait de démolir une vaste zone de Bakklandet pour laisser la place à une autoroute à quatre voies qui aurait relié la route Elgeseter gate à la route Innherredsveien. Les habitants de la région se sont opposés à ces projets. Ils ont été mis de côté au début des années 1980, même si le conseil de l'environnement de la ville avait approuvé le  projet en 1974.

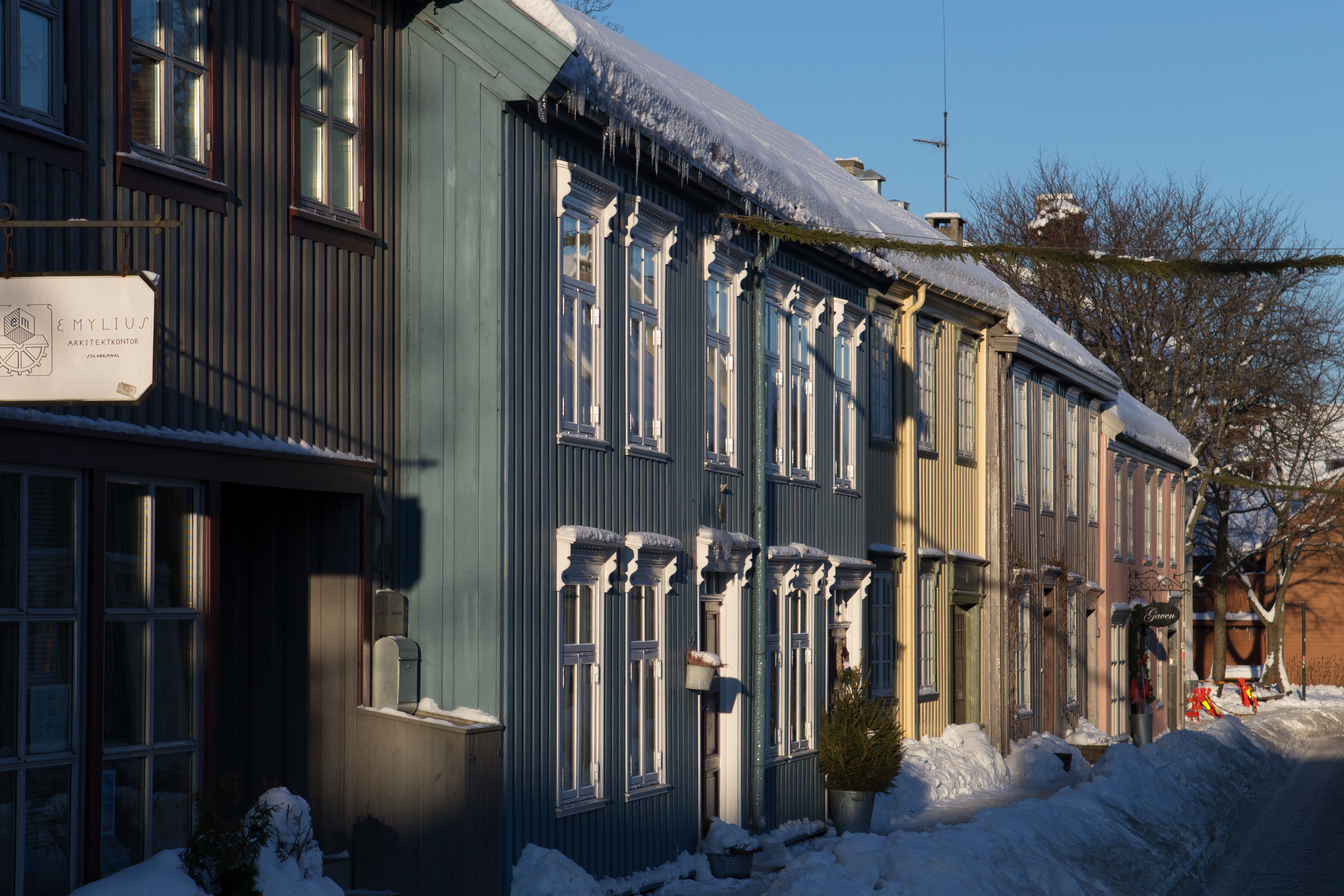
Maisons scandinaves traditionnelles de Bakklandet.
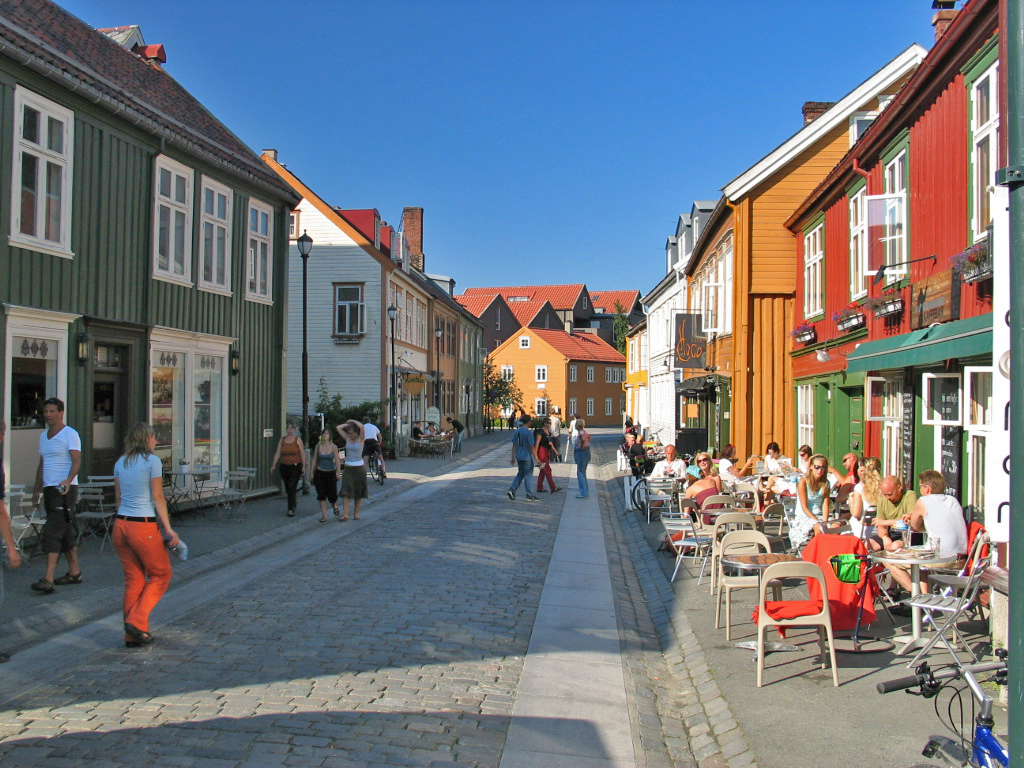
Bakklandet en été.
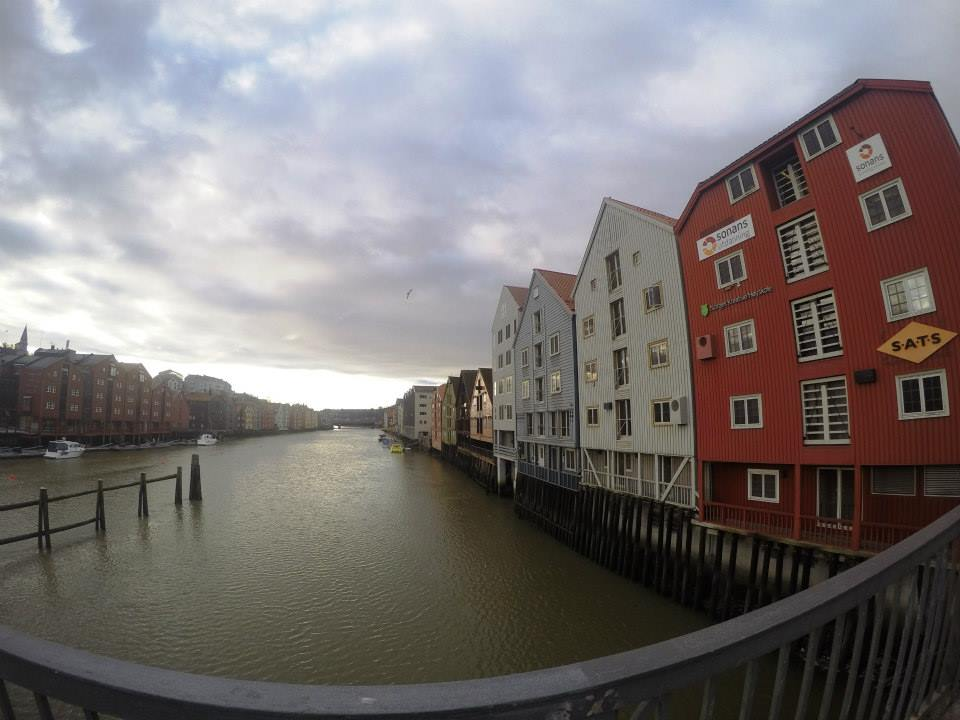
Vue depuis le vieux pont (Gamle Bybro).